# Giancarlo Maldonado
Giancarlo Gregorio Maldonado Marrero (ur. 29 czerwca 1982 w Caracas) – wenezuelski piłkarz pochodzenia urugwajskiego i włoskiego występujący na pozycji napastnika, reprezentant Wenezueli.

## Kariera klubowa
Maldonado urodził się w Caracas, ale piłkarską karierę rozpoczął w Urugwaju, w tamtejszym klubie River Plate Montevideo. Zadebiutował w jego barwach w 1999 roku, a po dwóch latach gry w Maldonado powrócił do ojczyzny i został zawodnikiem Nacionalu Táchira. W sezonie 2001/2002 doprowadził ten klub do mistrzostwa Wenezueli. Po sezonie odszedł jednak do dużo słabszego Mineros Guayana, któremu pomógł w utrzymaniu w lidze. W 2003 roku Maldonado trafił do innego pierwszoligowca, UA Maracaibo, a największy sukces osiągnął w sezonie 2004/2005, gdy wywalczył swoje drugie w karierze mistrzostwo kraju. W sezonie 2005/2006 zadebiutował w Copa Libertadores oraz został wicemistrzem Wenezueli. Przez 3 sezony zdobył dla Maracaibo 27 goli. Latem 2006 roku Maldonado został zawodnikiem chilijskiego O’Higgins, którego dość szybko stał się czołowym graczem. W fazie Clausura zajął z nim szóste miejsce w lidze. W latach 2007–2009 grał w meksykańskim Atlante (wywalczył mistrzostwo Meksyku w sezonie Apertura 2007), a latem 2009 na zasadzie wypożyczenia przeszedł do beniaminka hiszpańskiej Primera División, Xerez CD.
8 lipca 2010 Maldonado został wypożyczony do amerykańskiego zespołu Chivas USA, natomiast wiosną 2012, także na zasadzie wypożyczenia, zasilił meksykański Club Atlas, gdzie został mianowany przez trenera Juana Carlosa Cháveza kapitanem zespołu.

## Kariera reprezentacyjna
Profesjonalną karierę Maldonado rozpoczął w Urugwaju i był powoływany do tamtejszej kadry U–17, jednak w kategoriach U–20 i U–23 grał już dla Wenezueli. W seniorskiej reprezentacji Wenezueli Maldonado zadebiutował 20 sierpnia 2003 roku w wygranym 3:2 towarzyskim spotkaniu z Haiti. W 2007 roku wystąpił w Copa América 2007. W pierwszym spotkaniu z Boliwią (2:2) zdobył gola, a następnie doprowadził Wenezuelę do pierwszego w historii zwycięstwa w tym turnieju, 2:0 nad Peru. Wenezuela wyszła po raz pierwszy z grupy, ale odpadła w ćwierćfinale po porażce 1:4 z Urugwajem.

## Życie prywatne
Giancarlo jest synem Carlosa Maldonado, byłego piłkarza, reprezentanta Wenezueli w latach 1985–1991. Imię otrzymał po włoskim piłkarzu Giancarlo Antognonim.